# الدنيا على جناح يمامة (فلم)
الدنيا على جناح يمامة فيلم مصري للمخرج عاطف الطيب من إنتاج عام 1989

## قصة الفيلم
يحكي الفيلم عن رضا (محمود عبد العزيز) سائق التاكسي، والذي يصادف أن يكون دوره في طابور المطار بتوصيل أرملة ثرية قادمة من الخارج اسمها إيمان (ميرفت أمين). ولأنها تجد في رضا البساطة والتلقائية والصدق والأمانة، تتفق معه على أن يصحبها في جميع تنقلاتها. وتتفق معه على عدم إبلاغ أهلها بوصولها، وذلك لأنهم يريدون العثور عليها طمعاً في ثروتها التي ورثتها عن زوجها، والتي تقدر بالملايين . وحتى بعد عثور خالها فؤاد بيه (عبد الله فرغلي) عليها، لايستطيع استمالتها والسيطرة على ثروتها، وبالتالي يقرر هو وإبنته الخلاص منها بقتلها ومن ثم يرث ثروتها التي ستحل له مشاكل مالية كثيرة إلا أن زوج ابنته يبلغ الشرطة عنهم . من جهة أخرى يساعدها رضا في العثور على حبيبها المهندس المعماري حسن (يوسف شعبان) وتهريبه من مستشفى الأمراض العقلية، التي دخلها بعد ترحيله من السجن بتهمة انهيار إحدى العمارات التي يشرف على بنائها، بالرغم من أنه يؤكد لإيمان براءته وإن ذلك يقع تحت مسئولية المقاول الغشاش . بعد هروب إيمان وحسن يختبآن عن الشرطة لفترة، إلى أن يقعا تحت يد ضابط شرطة شريف، ينصحهما بعد أن يتعاطف مع ظروفهما بتسليم أنفسهما للشرطة لتخفيف العقوبة. ويتم ذلك بالفعل في نهاية الفيلم.

## الأبطال والشخصيات
- محمود عبد العزيز - في دور رضا رشدى
- ميرفت أمين - في دور إيمان خطاب
- يوسف شعبان - في دور حسن درويش
- عبد الله فرغلي - في دور فؤاد بيه
- سناء يونس - في دور طمطم (زوجة رضا)
- إنعام سالوسة في دور  فوزية (بنت فؤاد بيه)
- أحمد راتب - في دور أمين
- شعبان حسين - في دور مدحت (زوج فوزية)
- محمد الشويحي - في دور سيد الجن
- فؤاد خليل - في دور مدير المستشفى
- أحمد بدير - في دور القاتل المحترف

## روابط خارجية
- مقالات تستعمل روابط فنية بلا صلة مع ويكي بيانات